# Burgruine Neuenbuchberg
Die Burgruine Neuenbuchberg ist die Ruine einer Spornburg auf 560 m ü. NN am Südhang des Buchberges in der Buchberger Leite auf einer an drei Seiten von der Wolfsteiner Ohe umflossenen Bergzunge bei Buchberg einem Ortsteil der Gemeinde Hohenau im Landkreis Freyung-Grafenau in Bayern.
Unweit der Burg Neuenbuchberg befindet sich durch eine Senke getrennt die Burgstelle der um das Jahr 1200 erbauten Burg Wildenstein.

## Geschichte
Die Burg wurde kurz vor 1393 von Seifried dem Buchberger zu Wildenstein (1374–1393) erbaut. Die Buchberger (Puchberger) waren bis in das 16. Jahrhundert ein bedeutendes Adelsgeschlecht in Niederbayern und hatten ihren Stammsitz auf der Burg Buchberg in der Oberpfalz. 1558 kam die Burg nach dem Aussterben der Buchberger an Ottheinrich von Schwarzenberg. Am 17. Oktober 1592 erwarb der Passauer Bischof Urban von Trennbach die Herrschaften Wildenstein, Buchberg und Röhrnbach von Wolf Jakob von Schwarzenberg. Die Burg Neuenbuchberg blieb unbesetzt und verfiel.
Von der ehemaligen länglich-ovalen Burganlage zeugen nur noch wenige Überreste der Ringmauer, Mauertrümmer im Inneren, Kellergewölbe und Gräben. Im 19. Jahrhundert wurden Waffen, Hufeisen und Pfeilspitzen ausgegraben und befinden sich heute in Landshut.
Heute ist die Ruine als Baudenkmal D-2-72-127-8 „Mauerreste der ehemaligen Burg Neuenbuchberg, Bruchstein, um 1375 erbaut, 1395 erstmals erwähnt, seit dem 17. Jahrhundert Verfall der Burg; auf dem Talhang nördlich der Wolfsteiner Ohe“, sowie als Bodendenkmal D-2-7147-0002 „Archäologische Befunde und Funde des späten Mittelalters und der frühen Neuzeit im Bereich des Burgstalls Neuenbuchberg“ vom Bayerischen Landesamt für Denkmalpflege erfasst.